# Bondaryds gölar
Bondaryds gölar är en sjö i Gislaveds kommun i Småland och ingår i Nissans huvudavrinningsområde.